# طيران مولدوفا
طيران مولدوفا (بالإنجليزية: Air Moldova)‏ هي الناقل الوطني لدولة مولدوفا، يقع مقرها في كيشيناو، وتتخذ من مطار كيشيناو الدولي مركزا لعملياتها حيث تقدم خدماتها نحو العديد من الوجهات في أوروبا و مولدوفا تحديدًا.

## وجهات
تدير طيران مولدوفا رحلات موسمية إلى وجهات في بلغاريا، اليونان، مصر، تركيا، وفي المملكة المتحدة.

### اتفاقات الرمز المشترك
طيران مولدوفا لديها اتفاقات الرمز المشترك مع الشركات التالية :
- خطوط لوت الجوية البولندية (تحالف ستار).
- الخطوط الجوية الدولية الأوكرانية (معلقة).
- فلاي دبي.[2]
- الخطوط الجوية التركية (تحالف ستار).[3]
- خطوط إس سفن (تحالف عالم واحد) (معلقة).
- تاروم (سكاي تيم)
- Utair (معلقة)

## الأسطول

### الأسطول الحالي

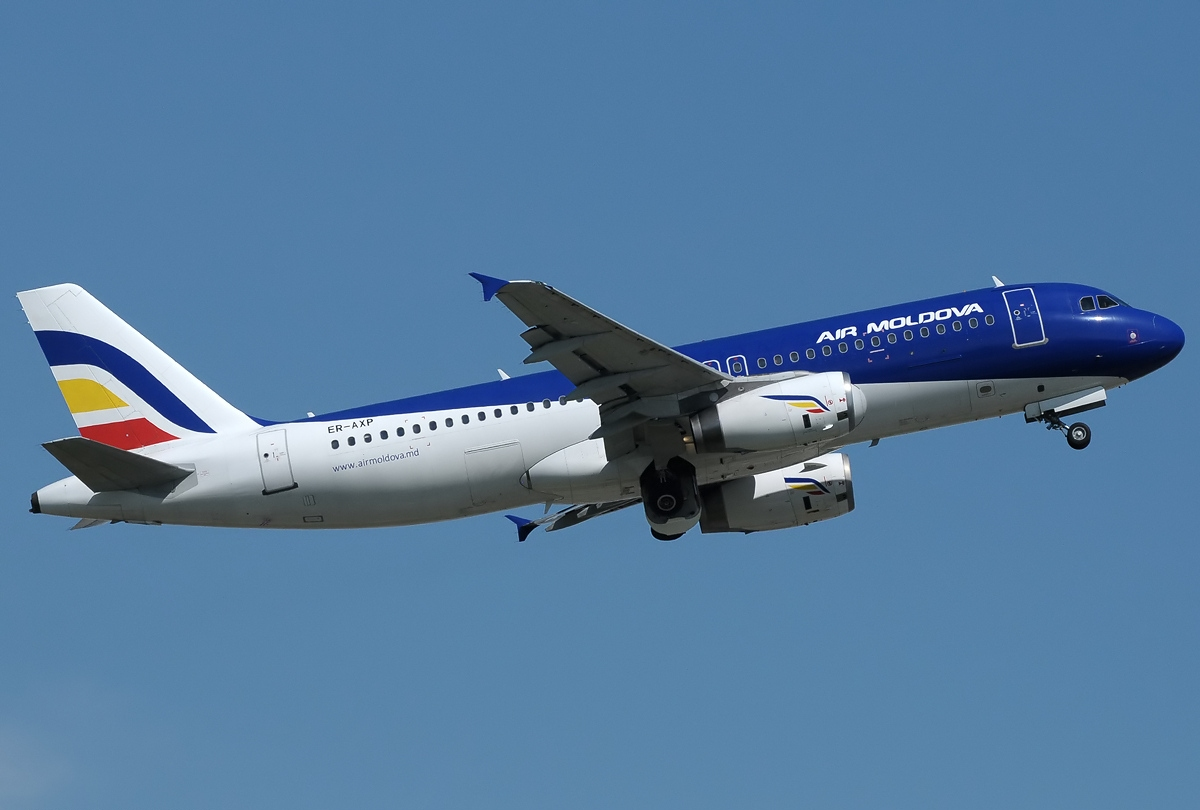
طائرة إيرباص إيه 320-200 الخاصة بطيران مولدوفا

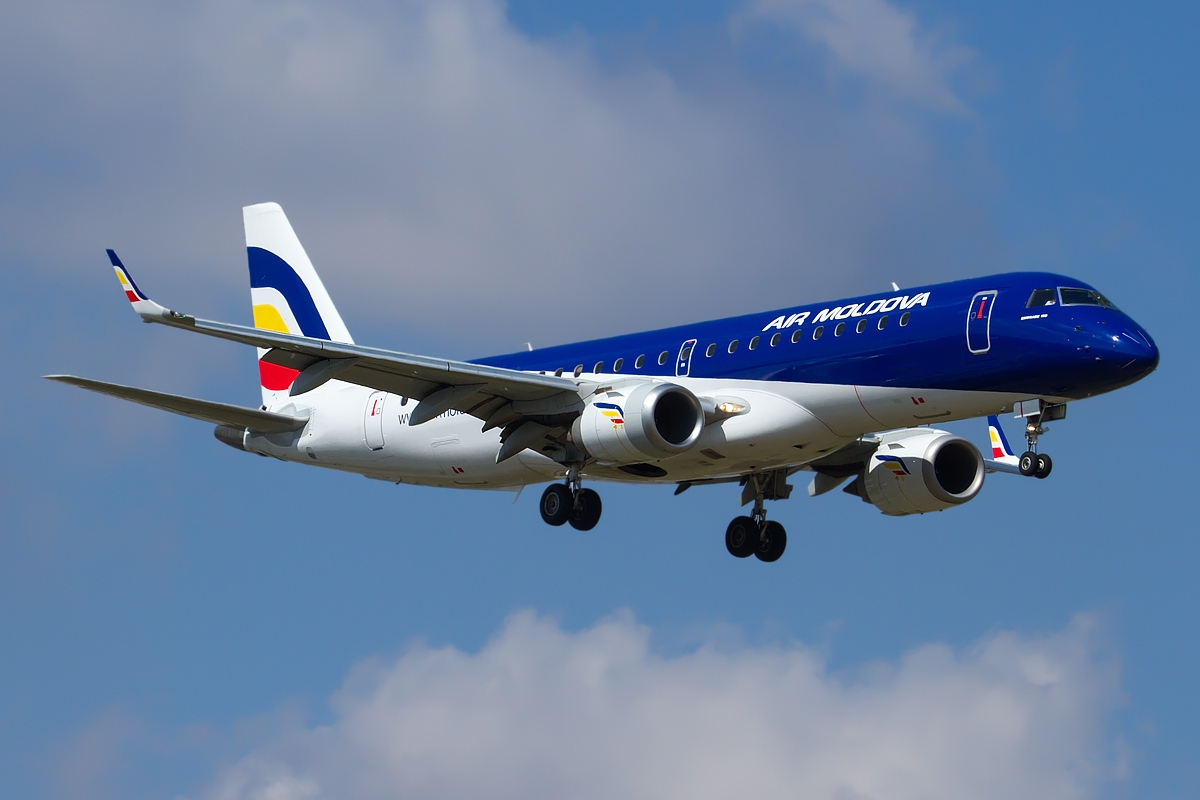
طائرة إمبراير 190 الخاصة بطيران مولدوفا

اعتبارًا من مايو 2021، يتكون أسطول طيران مولدوفا من الطائرات التالية:[بحاجة لمصدر]
| الطائرة        | في الخدمة | مطلوبة | الركاب       | الركاب   | الركاب  |
| الطائرة        | في الخدمة | مطلوبة | رجال الأعمال | السياحية | المجموع |
| -------------- | --------- | ------ | ------------ | -------- | ------- |
| إيرباص إيه 319 | 2         | —      | —            | 138      | 138     |
| إيرباص إيه 320 | 1         | —      | 12           | 150      | 162     |
| إيرباص إيه 321 | 2         | —      | —            | 220      | 220     |
| المجموع        | 5         | 0      |              |          |         |

### الأسطول السابق
تضمن أسطول طيران مولدوفا سابقًا الطائرات التالية:
- طائراتي إيرباص إيه 320 (2004-2012)
- طائرة إيرباص إيه 320 (2014-2016، مستأجرة من Hermes Airlines)
- طائرة إمبراير إي آر جيه 145 (2001-2002، مستأجرة من Air Exel)
- طائرة ماكدونل دوغلاس إم دي-80 (2007، مستأجرة من خطوط سكاي وينغز  [لغات أخرى]‏)
- 3 طائرات إمبراير اي-جت بيعت إلى الخطوط الجوية الشرقية.

## وصلات خارجية
- الموقع الرسمي